# Салвадор Флорес (фудбалер)
Салвадор Флорес (рођен 1906, непознат датум смрти) био је парагвајски фудбалски дефанзивац који је играо за Парагвај на ФИФА-ином светском првенству 1930. Играо је и за Серо Портењо.